# Personal Mountains
Personal Mountains è un album dal vivo del musicista statunitense Keith Jarrett, pubblicato nel 1989 ma registrato nel 1979.

## Tracce
1. Personal Mountains – 16:02
2. Prism – 11:15
3. Oasis – 18:03
4. Innocence – 7:16
5. Late Night Willie – 8:46

## Formazione
- Keith Jarrett – piano
- Jan Garbarek – sassofono tenore, sassofono soprano
- Palle Danielsson – basso
- Jon Christensen – batteria